# 贡德尔斯多夫
贡德尔斯多夫是奥地利施蒂利亚州德意志兰茨贝格县的一个市镇。总面积5.69平方公里，总人口419人，人口密度73.6人/平方公里（2001年）。